# ProPhoto RGB

彩色範圍為CIE 1931 xy色彩範圍，三角形框架包含範圍内為ProPhoto色彩空間，其中圖像中央被標記処為D50參考白點。三角形中不包含彩色範圍的部分則為人眼一般不可見的不存在色彩。

ProPhoto RGB色彩空間，也被稱爲ROMM RGB色彩空間（Reference Output Medium Metric RGB Color Space），該色彩空間由Kodak專爲攝影輸出而所開發設計，相較一般的RGB色彩空間來説，該色彩空間所提供的色域十分寬裕，甚至包含CIE Lab色彩空間中90%以上的表面色彩和1980年Pointer所記錄的可能出現的100%的表面色彩。該色域的表現範圍甚至較寬色域RGB色彩空間還要大。ProPhoto RGB色域也被用於非綫性相關色階操作最小色調而使用。不過這種色彩空間的缺點之一是該色彩空間包含有大約13%的通常不存在色彩。

CIE 1931 xy中各個色彩空間的對比。

由於該色彩空間十分巨大，所以一般建議采用16位色深工作模式以防止出現過於明顯的色調分離現象。在通常的8位色深工作模式中該問題會非常顯著，因爲在該模式下色彩的梯度會非常大而且明顯。
在該色彩空間之下有兩種相應的場景空間顏色編碼，一種為RIMM RGB，其被用於編碼標準動態範圍場景空間圖像，另一種ERIMM RGB則用於編碼擴展的動態範圍場景空間圖像。

## 開發
ProPhoto RGB和其他色彩空間的開發記錄在一篇文章中，該文章總結了其現任澳大利亞佳能信息系統研究部高級研究經理的開發人員Geoff Wolfe博士在柯達公司IS＆T / SPIE彩色成像2011年會議的演講。

## ProPhoto RGB (ROMM RGB)的初級編碼
| 色彩  | CIE x  | CIE y  |
| ----- | ------ | ------ |
| Red   | 0.7347 | 0.2653 |
| Green | 0.1596 | 0.8404 |
| Blue  | 0.0366 | 0.0001 |
| White | 0.3457 | 0.3585 |

## 觀察環境
- 亮度水平在164-640cd/m²之内。
- 觀察環境光氛圍平衡。
- Viewing Flare在0.5-1.0%之間。
- 標準參考白點由CIE標準光源D50的色度（x = 0.3457, y = 0.3585）決定。
- 使用基於CIE 1931標準色度觀察器的無眩光（或耀斑校正）比色測量來編碼圖像顏色值。

## 編碼方程
{\displaystyle X'_{\mathrm {ROMM} }=I_{\mathrm {MAX} }\cdot {\begin{cases}0;&X_{\mathrm {ROMM} }<0.0\\16\cdot X_{\mathrm {ROMM} };&0.0\leq X_{\mathrm {ROMM} }<E_{t}\\X_{\mathrm {ROMM} }^{1/1.8};&E_{t}\leq X_{\mathrm {ROMM} }<1.0\\1;&X_{\mathrm {ROMM} }\geq 1.0\end{cases}}}
其中
{\displaystyle X=R,\,G,\,or\,B}
并且
{\displaystyle I_{\mathrm {MAX} }}是編碼函數中使用的最大整數值（例如，對於8位配置，為255）
有
{\displaystyle E_{t}=16^{1.8/(1-1.8)}=2^{-9}=1/512=0.001953125}

## 外部連結
- ROMM RGB規制（英文）（页面存档备份，存于）
- ROMM RGB詳細訊息（英文）（页面存档备份，存于）
- 瞭解ProPhoto RGB（英文）（页面存档备份，存于）
- 超越Adobe RGB的色彩空間（英文）（页面存档备份，存于）
- 爲何選擇ProPhoto色彩空間（英文）（页面存档备份，存于）